# 宮嶋謙
宮嶋 謙（みやじま けん、1963年8月8日 - ）は、日本の政治家。茨城県かすみがうら市長（1期）。元かすみがうら市議会議員（2期）。

## 来歴
埼玉県さいたま市出身。明治学院高校卒業。明治学院大学中退。印刷会社を経て出版業界へ。
2010年（平成22年）、結婚を機に家業の牧場に就業。
2015年（平成27年）、かすみがうら市議会議員に初当選。
2018年（平成30年）、かすみがうら市長選挙に出馬し、落選。
2019年（平成31年）、かすみがうら市議会議員に当選（2期目）。
2022年（令和4年）3月30日、かすみがうら市議会議員を辞職し、任期満了に伴うかすみがうら市長選挙に立候補する意向を表明。同7月10日に行われた市長選挙は、現職が引退を表明し、新人4人の選挙戦となるが、市民による草の根の活動から、市民による政治を訴え、3候補を抑え初当選した。7月23日、市長に就任。

## 市長選挙の結果

### 2018年かすみがうら市長選挙
2018年（平成30年）7月8日執行。現職の坪井透と一騎打ちとなるも落選。
| 候補者名 | 年齢 | 所属党派 | 新旧別 | 得票数   | 得票率 | 推薦・支持 |
| -------- | ---- | -------- | ------ | -------- | ------ | ---------- |
| 坪井透   | 68   | 無所属   | 現     | 10,840票 | 55.9%  | なし       |
| 宮嶋謙   | 54   | 無所属   | 新     | 8,550票  | 44.1%  | なし       |

※当日有権者数 34,784人 最終投票率:56.24%（前回比:-6.07pts）

### 2022年かすみがうら市長選挙
2022年（令和4年）7月10日執行。新人4人の選挙戦となるが、市民による草の根の活動から、市民による政治を訴え、3候補を抑え初当選。
| 候補者名 | 年齢 | 所属党派 | 新旧別 | 得票数  | 得票率 | 推薦・支持     |
| -------- | ---- | -------- | ------ | ------- | ------ | -------------- |
| 宮嶋謙   | 58   | 無所属   | 新     | 7,514票 | 36.7%  | なし           |
| 金子敏明 | 34   | 無所属   | 新     | 6,852票 | 33.4%  | なし           |
| 久松公生 | 54   | 無所属   | 新     | 4,848票 | 23.7%  | （推薦）自民党 |
| 古橋智樹 | 51   | 無所属   | 新     | 1,277票 | 6.2%   | なし           |

※当日有権者数 33,745人 最終投票率:61.94%（前回比:+5.7pts）